# Патинкин, Дон
Дон Пати́нкин (англ. Don Patinkin; 8 января 1922[…], Чикаго, Иллинойс — 7 августа 1995[…], Иерусалим, Израиль) — американский и израильский экономист, представитель кейнсианства. Профессор.

## Биография
Степени бакалавра (1943), магистра (1945) и доктора философии (1947) получил в Чикагском университете. Преподавал в университетах Иллинойса, Иерусалима, Калифорнийском университете (кампусы в Беркли и Лос-Анджелесе), Массачусетском технологическом институте, Российской экономической школе. В 1949 году Патинкин, убеждённый сионист, эмигрировал в Израиль, где до самого конца научной карьеры оставался постоянным сотрудником Еврейского университета, а в 1982—1986 годах был его президентом. С 1956 по 1972 год был директором Института экономических исследований Фалька. В Российской экономической школе ныне действует Библиотека имени Дона Патинкина.
Лауреат Ротшильдовской премии (1959, социальные науки), Премии Израиля (1970). Президент Эконометрического общества (1974). Членкор Британской академии (1987).

## Основные произведения
- Дон Патинкин. Деньги, процент и цены. Соединение теории денег и теории стоимости = (1956) Money, Interest and Prices: An integration of monetary and value theory. — М.: Экономика, 2004. — 375 с.
- «Монетарные идеи Кейнса: исследование их развития» (Keynes’s Monetary Thought: A study of its development, 1976).